# Samba de Orly
Samba de Orly é uma canção composta por Chico Buarque e Toquinho entre os anos  de 1969 e 1970. Vinícius de Moraes também teve participação em sua composição. Foi gravada pela primeira vez em 1971, lançada no álbum Construção, de Chico Buarque.

## História
A canção foi feita durante o período em que Chico Buarque esteve na Itália, em um período em que ele próprio decidiu sair do Brasil em virtude da perseguição política promovida pela Ditadura Militar existente no Brasil desde 1964, fato exacerbado com a implantação do AI-5, em 13 de dezembro de 1968. Por volta do dia 20 de dezembro de 1968, Chico foi preso em seu apartamento, passando um dia na prisão. Após a detenção, Chico recebeu um convite para fazer um show no Midem, em Cannes, e como a canção A Banda tinha feito muito sucesso pela Itália, na voz da cantora Mina, seu álbum com essa música seria lançadao pela RCA italiana, e foi programada uma ida de Chico à Itália. O que seria 10 dias na Europa se tornou 14 meses, quando Chico partiu do Brasil em janeiro de 1969. A convite de Chico, Toquinho foi até a Itália ao receber a proposta de realizar alguns shows no país, que na realidade não ocorreram, mas o encontro rendeu a canção que trata do período de autoexílio de Chico. Em novembro de 1969 Toquinho decidiu retornar ao Brasil, mas antes mostrou uma música que estava compondo. No mesmo dia Chico escreveu os versos finais da canção (Vê como é que anda/Aquela vida à toa/Se puder me manda/Uma notícia boa), e escreveu o restante da letra em 1970.

### Censura
Nesse mesmo ano, Chico mostra a letra pronta para Toquinho e Vinicius de Moraes, presente no momento, dá a sugestão de mudar uma das frases, sugestão aceita pela dupla de compositores. A censura não aceitou a primeira versão da letra apresentada a eles, apontando justamente a frase de Vinicius como imprópria, sob a alegação que “a letra pode transmitir uma mensagem de teor diferente, dando margem a uma versão de cunho político”. Sob orientação de um advogado, Chico reverte a letra para a versão original, substituindo o trecho "pela omissão, um tanto forçada" para "pela duração, dessa temporada", conseguindo a liberação em 14 de outubro de 1971.
Embora Toquinho tenha partido da Itália pelo Aeroporto Internacional de Roma, conhecido por aeroporto de Fiumicino, o nome Orly foi colocado no título da canção em referência ao aeroporto de Orly, na França, porta de entrada dos exilados que se dirigiam à Europa.